# NGC 7761
NGC 7761 (другие обозначения — IC 5361, PGC 72641, MCG -2-60-20, NPM1G -13.0659, IRAS23488-1339) — линзообразная галактика (S0) в созвездии Водолей.
Этот объект входит в число перечисленных в оригинальной редакции «Нового общего каталога».
В галактике вспыхнула сверхновая SN 2002ef типа Ia, её пиковая видимая звездная величина составила 16,5.